# Effetto Tanzi-Olivera
L'effetto Tanzi-Olivera, in macroeconomia, è la diminuzione e il deterioramento della raccolta fiscale di un dato Paese in concomitanza con un'elevata inflazione, dovuta allo scarto temporale tra il momento in cui il volume della raccolta fiscale è calcolato e quello in cui tale raccolta ha effettivamente luogo. Il fenomeno prende il nome dall'economista italo-americano Vito Tanzi, che ne analizzò le cause in un articolo del 1977 e dall'economista argentino Julio Olivera che notò l'associazione tra la caduta dei ricavi fiscali da parte dello stato e il persistere di un alto livello di inflazione, discutendone le implicazioni sugli sviluppi macroeconomici. 
In precedenza, l'economista italiano Costantino Bresciani Turroni aveva notato un fenomeno analogo in occasione l'iperinflazione tedesca del periodo tra le due guerre mondiali. 

## Analisi
Un ritardo tipico nella raccolta fiscale dell'ordine di due mensilità fiscali (nel caso dell'imposta sul valore aggiunto), in combinazione con un'inflazione mensile del 10%, porterebbe ad una riduzione dell'ammontare delle tasse raccolte del 20%; un'inflazione mensile del 20% porterebbe, invece, una riduzione del 40%.
Esempi dell'effetto Tanzi-Olivera sono riscontrabili in tutti quei paesi che abbiano fatto esperienza dell'iperinflazione, o del permanere di un'inflazione particolarmente alta: un esempio è quella del Cile di Salvator Allende, un altro è l'Argentina nel 1975, periodo in cui Tanzi stesso si trovò nel paese.

## Soluzioni
Sebbene ridurre i tempi della raccolta fiscale rispetto al suo calcolo possa aiutare in una piccola misura, la politica consigliata è quella del controllo del tasso di inflazione: un'inflazione bassa porta ad una maggiore raccolta fiscale.
Un esempio del 1991 è quello dell'Argentina, che introdusse un piano di convertibilità tra il peso argentino e il dollaro statunitense, riducendo il tasso di inflazione e portando, così, in incremento della raccolta fiscale. 
Altri paesi, come il Brasile e il Cile, indicizzarono la tassazione al tasso d'inflazione, così da ridurre o neutralizzare l'effetto del ritardo nella raccolta fiscale.